# Organ (film 1996)
Organ (オ ル ガ ン?, Orugan) è un film del 1996 diretto da Kei Fujiwara.

## Trama
Numata e Tosaka sono due detective sotto copertura che riescono a infiltrarsi in un covo segreto dove operano dei trafficanti di organi guidati dall'insegnante di liceo Saeki e dalla sorella di quest'ultimo, Yōko (la regista Kei Fujiwara). Dopo uno scontro a fuoco, Tosaka viene catturato e Numata riesce a fuggire, ma nel mentre gli viene iniettato un siero misterioso. In seguito, Tosaka perde i sensi e viene licenziato. Aiutato da alcuni agenti di polizia, il gemello di Tosaka inizia una ricerca per ritrovare il fratello scomparso, ma quando questi viene ritrovato nella scuola di Saeki, Tosaka è ridotto a uno stato vegetativo. Si scopre inoltre che Saeki offre lezioni private a giovani adolescenti vergini per raccogliere il loro sangue e rubare i loro organi affinché possa sopravvivere, in quanto la sua carne sta marcendo dopo che sua madre, quando lui era più giovane, gli ha morso i genitali. Saeki e Yōko uccidono Tosaka e riescono a fuggire, ma Numata e il fratello del ragazzo deceduto riescono a fermare l'organizzazione criminale giunta sul posto anche grazie alla polizia.

## Produzione
Dopo aver lavorato alla produzione di Tetsuo, Kei Fujiwara formò un gruppo di teatro sperimentale (Organ Vital) che realizzò uno spettacolo intitolato Organ. In seguito, Fujiwara e la sua compagnia realizzarono un omonimo adattamento cinematografico di quella rappresentazione teatrale.
Organ è un film a basso costo finanziato dal cast e realizzato usando attrezzature fotografiche, scenografie ed altri oggetti di proprietà di amici della regista e degli attori che presero parte al film. Per semplificare la produzione della pellicola, Fujiwara consentì di fare una sola ripresa a ogni "ciak", a meno che non accadessero imprevisti tecnici. Per spingere gli attori a fare del loro meglio, Fujiwara costrinse essi a finanziare ogni singola scena che avrebbero voluto rifare (anche sapendo che loro non sarebbero mai stati in grado di permetterselo).

## Distribuzione
Il film venne proiettato al Toronto International Film Festival del 1996 e al Vancouver International Film Festival. In occasione dell'uscita del film in Giappone, l'associazione cinematografica Eirin fece accorciare la pellicola di otto minuti. Invece, coloro che distribuirono la pellicola all'estero la pubblicarono senza alcun taglio.

## Accoglienza
Organ è stato oggetto di giudizi perlopiù negativi da parte della critica inglese. Derek Elley di Variety dichiarò che "laddove Tetsuo sprizza la stessa quantità di energia di un cartone animato, Organ è un invece un guazzabuglio di trucchi pesanti e ketchup usato per emulare il sangue che diviene sempre più fiacco durante la visione." Elley sostiene anche che Fujiwara, nei panni di Yōko, "ha un che di bizzarro che la fa somigliare a un'amazzone, ma il suo ruolo, al pari di quello degli altri personaggi, non è stato sviluppato a dovere". Time Out London sostiene che in Organ, così come capita nelle pellicole splatter di successo, "la resa degli effetti speciali decresce più velocemente che nella maggior parte degli altri stili cinematografici, e questo lo si nota dopo aver visto il film per un'ora." Jason Gibner di Allmovie assegna al film tre stelle su cinque e scrive che "sebbene (Organ) possa risultare impossibile da guardare per intero, la sua natura bizzarra susciterà la curiosità di alcuni spettatori che vogliono scoprire come andrà a finire la trama di questo festival truculento e contorto".